# Paraleptastacus espinulatus
Paraleptastacus espinulatus är en kräftdjursart som beskrevs av Nicholls 1935. Paraleptastacus espinulatus ingår i släktet Paraleptastacus och familjen Leptastacidae. Arten är reproducerande i Sverige. Inga underarter finns listade i Catalogue of Life.